# Cizeta V16T
Der Cizeta V16T (in der Entwicklungsphase noch Cizeta-Moroder V16T) ist ein italienischer Supersportwagen, dessen besondere Merkmale sein technisch anspruchsvoller Sechzehnzylinder-Motor mit 6,0 Litern Hubraum und sein dem Lamborghini Diablo ähnelndes Karosseriedesign sind.

## Geschichte
Initiator des Projekts war der italienische Ingenieur Claudio Zampolli. Dieser arbeitete ehemals in der Entwicklungsabteilung von Lamborghini und übernahm in den 1980er Jahren in Los Angeles die Vertretungen für Lamborghini und Ferrari. 1985 begann er, an einem Supersportwagenprojekt zu arbeiten. Eineinhalb Jahre später, als die Entwicklung des Wagens bereits recht weit fortgeschritten war, beteiligte sich der Komponist und Grammy-Gewinner Giorgio Moroder an dem Projekt – und sicherte damit dessen Realisierung. Ziel der beiden war es, einen unvergleichlichen Supersportwagen auf die Beine zu stellen, der alles bis dahin Dagewesene in den Schatten stellen sollte. Als Designer wurde Marcello Gandini verpflichtet, der bereits den Lamborghini Countach  entworfen hatte und etwa zur gleichen Zeit an der Gestaltung des Nachfolgemodells, des Lamborghini Diablo, arbeitete. Im Hinblick darauf gab es einige unübersehbare Ähnlichkeiten zwischen dem Diablo und dem Cizeta Moroder. Es halten sich Gerüchte, wonach Gandinis Cizeta-Entwurf eigentlich der für den Diablo sein sollte und die damaligen Lamborghini-Besitzer Chrysler das Design als zu brutal empfanden.
Der fahrbereite Prototyp wurde nach einer Entwicklungszeit von drei Jahren auf dem Genfer Auto-Salon 1988 präsentiert. Noch bevor der Cizeta-Moroder in die Serienproduktion startete, stieg Giorgio Moroder aus der Firma aus und überließ Claudio Zampolli die alleinige Führung. Das einzige Modell, welches noch unter dem Namen Cizeta-Moroder V16T hergestellt wurde, war ein Prototyp und verblieb im Besitz von Moroder, als dieser 1990 die Firma verließ. Dieses Vorserienmodell bestach bei verschiedenen Tests und Fahrberichten vor allem durch seine schiere Leistung von 399 kW (542 PS), was die Fachpresse dazu bewog, den V16T als den Supersportwagen zu betrachten, der der gesamten Konkurrenz dieser Zeit überlegen war.
Doch der eigentliche Serienstart gestaltete sich als extrem schwierig, das angepeilte Datum erwies sich als unhaltbar. Durch die Verzögerung, bedingt durch eine erneute Überarbeitung der Optik, sprangen die Sponsoren ab und mussten durch neue Geldgeber ersetzt werden. Die im Vorfeld angestrebte Stückzahl von 40 Einheiten pro Jahr wurde zuletzt korrigiert auf 10 Modelle, die das Werk in Modena jährlich verlassen sollten. Doch selbst diese Zahl erwies sich im Nachhinein als utopisch.

## Namensherkunft
Cizeta leitet sich von den italienisch ausgesprochenen Initialen von Claudio Zampolli ab: C = ci, Z = zeta; also CiZeta. V16T weist auf die 16 Zylinder in V-Bauweise hin. Das T steht für „trasversale“, das heißt, dass der Motor quer eingebaut ist.

## Produktion
Die Nachfrage nach dem etwa 300.000 US-Dollar – in Deutschland wurde der Kaufpreis mit 527.250 DM angegeben – teuren Fahrzeug blieb weit hinter den Erwartungen zurück. Zwischen 1991 und dem Bankrott des Unternehmens 1995 wurden einschließlich des Prototyps lediglich acht Fahrzeuge gebaut, von denen zwei Hassanal Bolkiah, dem Sultan von Brunei, gehörten. Einer dieser zwei V16T steht mittlerweile im Marconi Automotive Museum in Tustin, Kalifornien. Vorgesehen war, maximal ein Fahrzeug pro Woche fertigzustellen, bei Bedarf also 52 Stück im Jahr.
Nach dem Bankrott der Firma zog Zampolli in den 1990er Jahren in die USA, wo er exotische Autos wartet und auf Anfrage auch den Cizeta V16T baut. Bislang wurden drei weitere Cizeta V16T fertiggestellt: Zwei Coupés (das erste 1999), sowie der erste und nach wie vor einzige Cizeta V16T Spyder (gelb, 2003). Die drei neuen Fahrzeuge weisen gegenüber den früheren Modellen und dem Moroder-Prototyp ein etwas geändertes Design im Bereich der Front und der seitlichen Lufteinlässe auf. Zwei unvollständige Fahrzeuge sollen unbestätigten Angaben zufolge Ende der 1990er in Containern eingelagert worden sein. Wo diese genau verblieben sind, ist aktuell nicht bekannt.
Der Listenpreis liegt (ohne Steuern und Lieferung) bei 649.000 US-$ beziehungsweise 849.000 US-$ für den V16T Spyder TTJ, wobei eine Anzahlung in Höhe von 100.000 US-$ bei Vertragsabschluss fällig wird.

## Motor und Technik
Der Cizeta V16T weist einige technische Besonderheiten auf. Der Supersportwagen bot nominell die besten Voraussetzungen, um die schnellsten Modelle von Ferrari und Co. zu übertreffen. Die Karosserie war extrem breit und aus Leichtmetall hergestellt. Das Kernstück dieses Boliden war allerdings der Motor. Sein 16-Zylinder-Aggregat mit 6,0 Litern Hubraum war bis zum Erscheinen des Bugatti Veyron lange Zeit der einzige seiner Art und wird zudem quer im Auto eingebaut, wobei der Leistungsabgriff in der Mitte des Motors erfolgt. Diese Bauweise erklärt auch die enorme Breite des Cizeta Moroder. Einen solchen Antrieb gab es zuletzt bei den amerikanischen Luxusautomobilen Cadillac V16, die zu Zeiten der Weltwirtschaftskrise dadurch ihrem Verkauf eher schadeten, aber das Prestige der Marke Cadillac über Jahre enorm erhöhen konnten. Lange Jahre waren V12-Motoren das absolute Triebwerk auch für Sportwagen, Cizeta brach diese Regel mit einem V16, der mit sechs Litern Hubraum bis zu 399 kW (542 PS) leistete und dessen Leistung ausreichte, den Wagen auf etwas über 325 km/h Höchstgeschwindigkeit zu beschleunigen.
Der Konstrukteur des Motors, Oliviero Pedrazzi, war in früheren Jahren genau wie Zampolli bei Lamborghini angestellt gewesen. So konstruierte er den Motor auf Basis des 90°-V-Achtzylinders aus dem Lamborghini Urraco P300. Jedoch wurden nicht einfach zwei Lamborghini-V8 zusammengeschweißt, denn um die Leistungsabnahme in der Mitte der zwei Achtzylinder zu gewährleisten, war einiger technischer Aufwand nötig. Außerdem wurde die Maschine um 15 Grad nach vorne geneigt, um einen tieferen Schwerpunkt zu ermöglichen. Zwei große Kühler führen die Wärme ab, ein 120-Liter-Tank versorgt den Motor mit Kraftstoff.
An den Motor schließt sich ein synchronisiertes ZF-Fünfganggetriebe an. Interessant ist auch, dass frühe Fahrzeuge eine Bosch-K-Jetronic-Einspritzanlage besitzen, während später eine Anlage eingebaut wurde, die eine externe Firma aus Bologna mit ehemaligen Mitarbeitern von Weber-Marelli zulieferte.
Außer dem Dach aus Stahl besteht die komplette Außenhaut des V16T aus Aluminium. Bereift ist der Cizeta vorne mit 245 mm und hinten mit 335 mm breiten Pirelli-P-Zero auf zweiteiligen 17-Zoll-OZ-Felgen. Die Bremsscheiben, genau wie der Rest der Bremsanlage von Brembo, haben einen Durchmesser von 12 Zoll. Ein Antiblockiersystem ist ebenso wenig lieferbar wie ESP oder ASR. Das schlichte Cockpit ist mit Audio- und Klimaanlage ausgestattet, Lederausstattung ist ebenfalls Standard. Eine umfangreichere Komfort-Ausstattung gibt es jedoch nicht.

## Sonstiges
Die Marke Cizeta beziehungsweise Cizeta-Moroder und der V16T gerieten lange Jahre in relative Vergessenheit. Das Design des Wagens wurde jedoch als Grundlage für verschiedene Fahrzeuge in Computerspielen benutzt.
1990 tauchte der Cizeta im für den Amiga 500 veröffentlichten Computerspiel Super Cars auf – jedoch unter dem Namen „Retron Parsec Turbo“. Weitere Auftritte hatte der Wagen 2005 im Computerspiel Gran Turismo 4 und 2010 in Gran Turismo 5, sowie in Gran Turismo 6, wo der Spieler diesen Wagen fahren kann.
Derzeit sind ein Buch und eine DVD über das Auto in Vorbereitung.

## Technische Daten
- Motor: 90°-V16-Mittelmotor, transversal eingebaut
- Ventile: 64 (4 pro Zylinder), doppelte obenliegende Nockenwellen
- Elektronische Benzineinspritzung von Weber-Marelli bzw. Bosch K-Jetronic
- Hubraum: 5995 cm³ (Bohrung × Hub: 86,0 × 64,5 mm)
- Leistung: 399 kW (542 PS) bei 8000/min
- Drehmoment: 542 Nm bei 6000/min
- Getriebe: 5-Gang manuell von ZF
- 0–100 km/h: in 4,5 s
- Vmax: 328 km/h